# Qubes OS
Qubes OS是一个专注于安全的桌面操作系统，旨在通过隔离提供安全保障。通过Xen来执行虚拟化，用户环境可以基于Fedora、Debian、Whonix和Microsoft Windows或其他操作系统。
2014年2月16日，Qubes荣获2014年端点安全解决方案创新奖。

## 安全目标
Qubes通过隔离来保障安全性，并假设不可能有完美的、无漏洞的桌面环境。因为桌面环境有数百万行的代码并与数十亿的软件/硬件密切相关。这些关联中的任何一个关键错误都可能足以让恶意软件控制计算机。
为了保护桌面计算机的安全，Qubes隔离了各种操作环境，因此，如果其中一个操作环境被入侵，恶意软件只能得到该环境内的数据。
在Qubes中，有两个层面的隔离：硬件控制器被隔离到功能域（图形界面、网络、存储），而用户的数字生活由不同的信任级别隔离。例如：工作域（信任度最高）、购物域、随机域（信任度最低）。每个域都在独立的虚拟机中运行。
Qubes不是一个多用户系统。